# Промиод (Долина Аосте)
Промиод је насеље у Италији у округу Долина Аосте, региону Долина Аосте.
Према процени из 2011. у насељу је живело 8 становника. Насеље се налази на надморској висини од 1490 м.